# Montanera
Montanera ist eine Gemeinde in der italienischen Provinz Cuneo (CN), Region Piemont.

## Lage und Einwohner
Montanera liegt 14 km nordöstlich von der Provinzhauptstadt Cuneo entfernt an der Stura di Demonte. Das Gemeindegebiet umfasst eine Fläche von 11 km² und hat 713 Einwohner (Stand 31. Dezember 2023). 
Die Nachbargemeinden sind Castelletto Stura, Centallo, Fossano, Morozzo und Sant’Albano Stura.

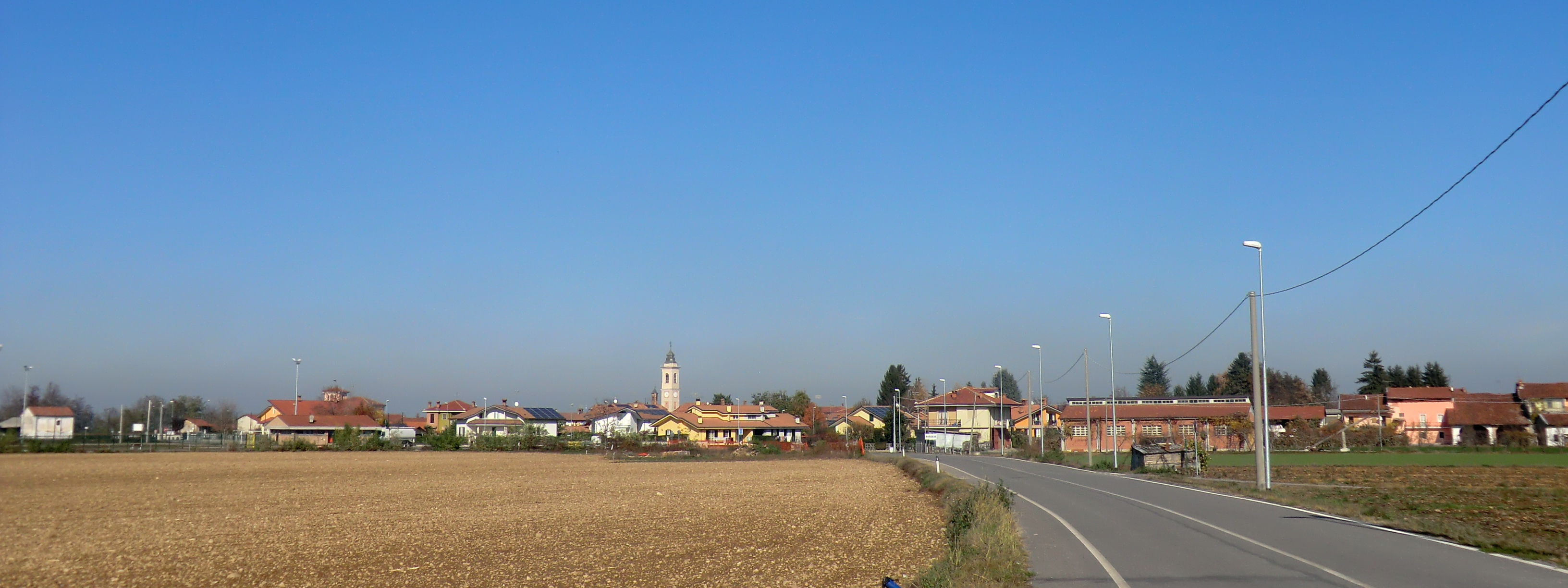
Blick auf Montanera

## Geschichte

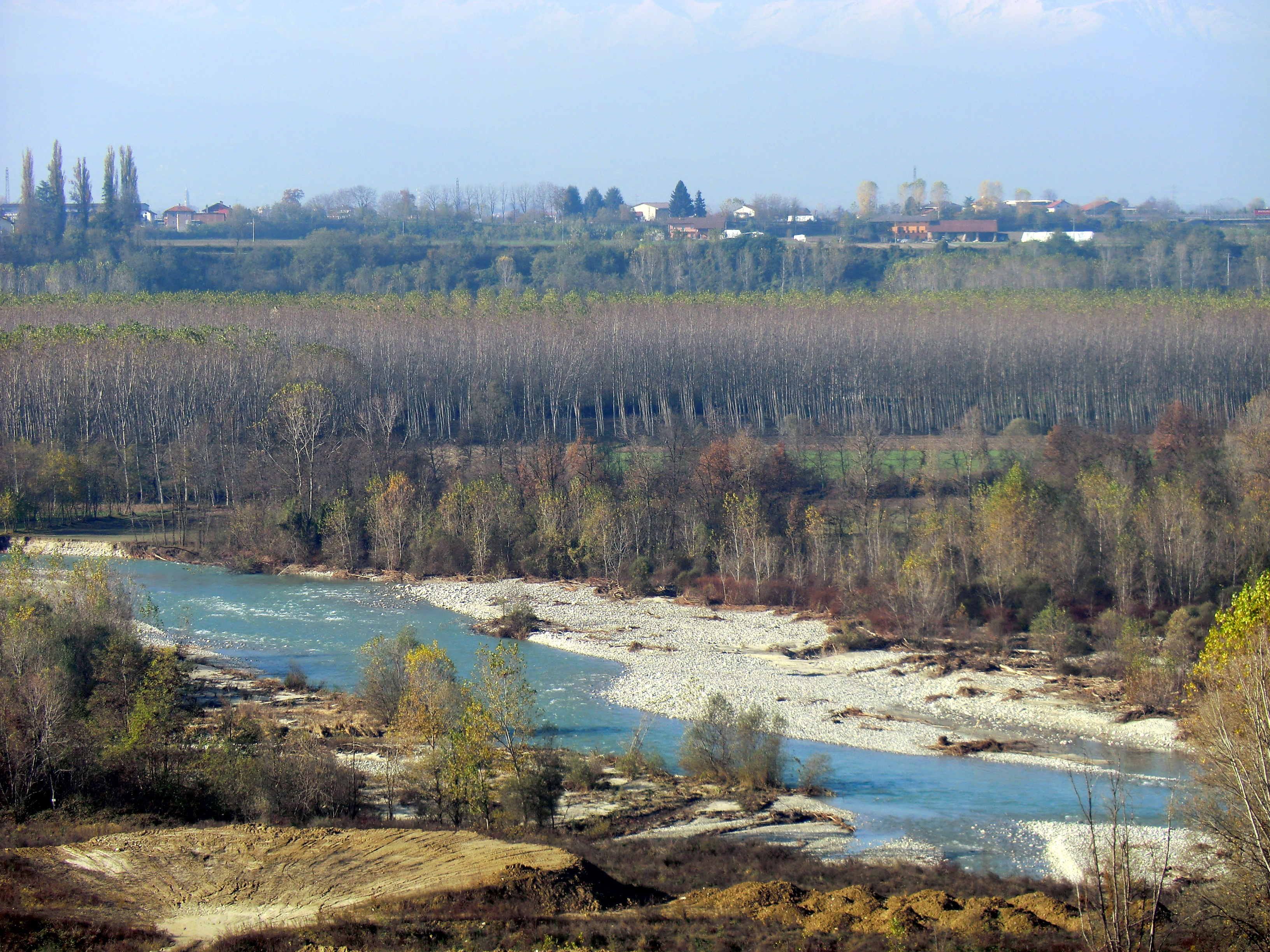
Die Stura di Demonte bei Montanera

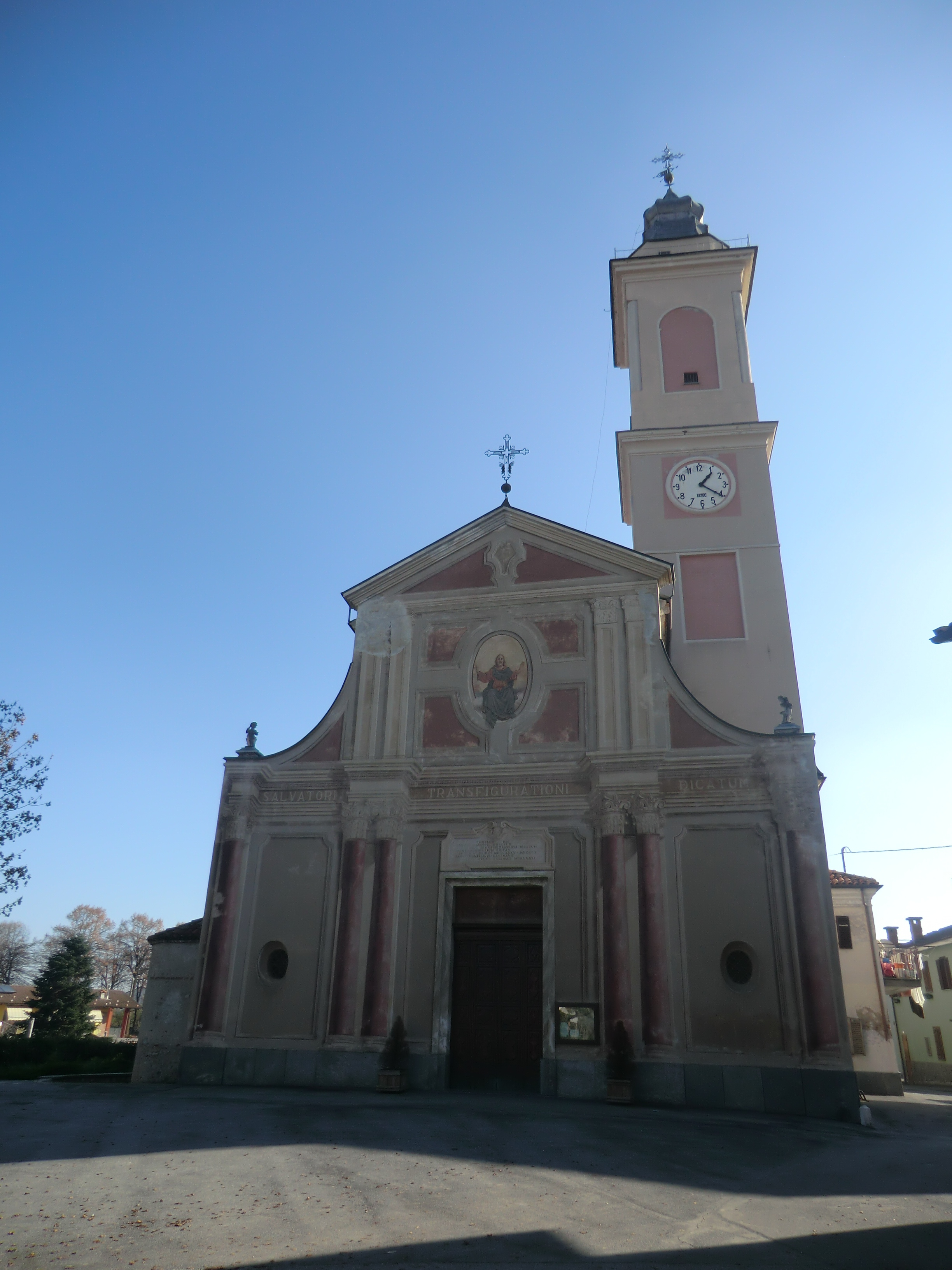
Pfarrkirche Montanera

Montanera wurde zu Beginn des Jahres 1200 von den Mönchen von Valcasotto gegründet. Der Ortsname ist seit 1240 als „Montanera“ im Wechsel mit „Montaneria“ und „Montanaria“ dokumentiert. Das Adjektiv MONTANUS wurde ursprünglich in Kombination mit dem Suffix -ARIUS in einer Syntax des Typs „(villa) montanaria“ verwendet, verstanden als „von Bergbewohnern bewohntes Dorf“, wahrscheinlich die vorübergehende Heimat von Margari. Das Dorf erscheint urkundlich erst um das 13. Jahrhundert. Zuerst gehörte es den Herren von Morozzo, dann wurde es Teil des Bezirks Cuneo und blieb dort bis 1361. Im selben Jahr wurde es von einer Kompanie englischer Glücksritter besetzt und nach der Rückeroberung durch das Volk von Cuneo zerstört. Der endgültige Wiederaufbau erfolgte 1428 auf Initiative der Gemeinde Cuneo. 
1619 wurde es von Carlo Emanuele I. von Savoyen an Antonio Ponte von Scarnafigi und dann an die Markgrafen Ponzone d'Azeglio belehnt. Zusammen mit Cuneo und den umliegenden Gebieten geriet die Stadt 1796 unter französischer Gerichtsbarkeit, als Napoleon Bonaparte an der Macht war.
Aus historisch-architektonischer Sicht ist das Schloss, ein antikes Anwesen der Familie Taparelli d'Azeglio, von dem nur noch ein Teil sichtbar ist und das Heiligtum der Jungfrau Maria Himmelfahrt mit einem interessanten Fresko aus dem 15. Jahrhundert, sehenswert. Die Pfarrkirche des verklärten Jesus im neoromanischen Stil und schließlich die Bruderschaft San Giovanni Battista, die 1799 erbaut wurde, sind weitere wertvolle Bauten.

## Gemeindepartnerschaften
- Vall de Boí